# Anna Kańtoch
Anna Kańtoch (n. 28 decembrie 1976, Katowice, Republica Populară Polonă) este o scriitoare poloneză de literatură științifico-fantastică. Este o scriitoare de povestiri de fantezie și polițiste. Povestirea ei scurtă din 2008 Światy Dantego, povestirea din 2010 Duchy w maszynach, povestirea din  2013 Człowiek nieciągły, povestirea din  2014 Sztuka porozumienia și romanul său din 2009 Przedksiężycowi au primit toate premiul Janusz A. Zajdel. A primit premiul Big Caliber pentru un roman polițist.

## Lucrări

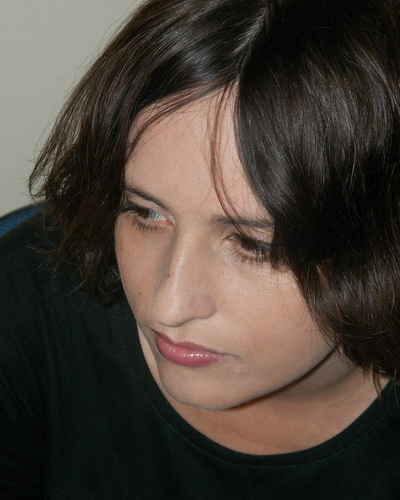
Anna Kańtoch

### CiclulDomenicu Jordanie
- Diabeł na wieży (Fabryka Słów, 2005, colecție de povestiri)
  - Diabeł na wieży
  - Czarna Saissa
  - Damarinus
  - Serena i Cień
  - Długie Noce
  - Pełnia lata
- Zabawki diabła (Fabryka Słów, 2006, colecție de povestiri)
  - Mandracourt
  - Strażnik Nocy
  - Cień w słońcu
  - Ciernie
  - Karnawał we krwi
  - Zabawki diabła
- Diabeł w maszynie (Powergraph, 2019, colecție de povestiri)
  - Portret rodziny w lustrze
  - W ciemności
  - Anatomia cudu
  - Diabeł w maszynie
  - Majstersztyk

### CiclulPrzedksiężycowi(Luna)
- Przedksiężycowi, volumul 1 (Fabryka Słów, 2009; Powergraph, 2013)
- Przedksiężycowi, volumul 2 (Powergraph, 2013)
- Przedksiężycowi, volumul 3 (Powergraph, 2013)

### CiclulNina Pankowicz
- Tajemnica Diabelskiego Kręgu (Uroboros, 2013)
- Tajemnica Nawiedzonego Lasu (Uroboros, 2015)
- Tajemnica Godziny Trzynastej (Uroboros, 2018)

### Alte romane
- Miasto w zieleni i błękicie (Fabryka Słów, 2004)
- 13 anioł (Fabryka Słów, 2007)
- Czarne (Powergraph, 2012)
- Łaska (Czarne, 2016)
- Wiara (Czarne, 2017)
- Niepełnia (Powergraph, 2017)
- Pokuta (Czarne, 2019)

### Colecții de povestiri
- Światy Dantego (Uroboros, 2015)

### Alte povestiri
- Angevina (Nowa Fantastyka 01(268)/2005)
- Dobry człowiek w piekle (Science Fiction 04(49)/2005)
- Renegat (2007)
- Czwarta nad ranem (Esensja)
- Pająk (NOL, 2008)
- Harfa pustyni (în antologia Smok urojony, Śląski Klub Fantastyki, 2010)
- Sztuka porozumienia (în antologia Światy równoległe, Solaris, 2014)
- Królewskie dzieci (Ostatni dzień pary, 2014)
- Człowiek, który kochał (în antologia Inne Światy, SQN, 2018)
- Szanowny panie M. (în antologia Harda Horda, SQN, 2019)

## Legături externe
- Anna Kańtoch la Internet Speculative Fiction Database

## Vezi și
- Științifico-fantasticul în Polonia
- Listă de scriitori polonezi